# Sunset Boulevard
Il Sunset Boulevard ("Viale del Tramonto") è un'importante e celebre arteria stradale che si snoda nella parte ovest della Contea di Los Angeles.

## Descrizione
Il Sunset Boulevard si estende da Figueroa Street, nel centro di Los Angeles, fino alla Pacific Coast Highway che costeggia l'Oceano Pacifico e il quartiere di Pacific Palisades.
Il percorso si allunga per circa 39 km all'interno dei quartieri di Echo Park, Silver Lake, Los Feliz, Hollywood, West Hollywood, Beverly Hills, Holmby Hills, Bel Air, Brentwood e Pacific Palisades. Tranne West Hollywood e Beverly Hills che sono due città incorporate indipendenti, tutti i luoghi citati sono distretti e quartieri della Città di Los Angeles. Nel quartiere di Bel Air, il Sunset Boulevard corre lungo il confine settentrionale del campus della UCLA.
Il viale è tortuoso ma mantiene sempre almeno due corsie per senso di marcia, anche se la mancanza di spartitraffico e le numerose curve cieche, sono state motivo di svariati incidenti negli anni. Il Sunset è (insieme al Santa Monica Boulevard e al Wilshire Boulevard) fortemente congestionato con carichi di traffico ampiamente al di là delle sue capacità. Il risultato è che il manto stradale appare per lunghi tratti rovinato e pieno di buche.
Durante gli anni settanta, l'area tra Gardner Street e Western Avenue è diventata un distretto a luci rosse molto frequentato dalle prostitute. 
La parte più nota del Sunset è il Sunset Strip a West Hollywood, centro della vita notturna di Los Angeles.
Ad Hollywood il Sunset Boulevard è a volte chiamato Guitar Row (trad. it. La fila di chitarre), per il grande numero di negozi per strumenti musicali e attività legate al mondo della musica. 
Nel 1997 vi è stato girato il film Mr. Bean - L'ultima catastrofe.
Il 10 gennaio 2025 il Sunset Boulevard è stato devastato dall’enorme incendio divampato il giorno prima a Los Angeles.